# Angioini

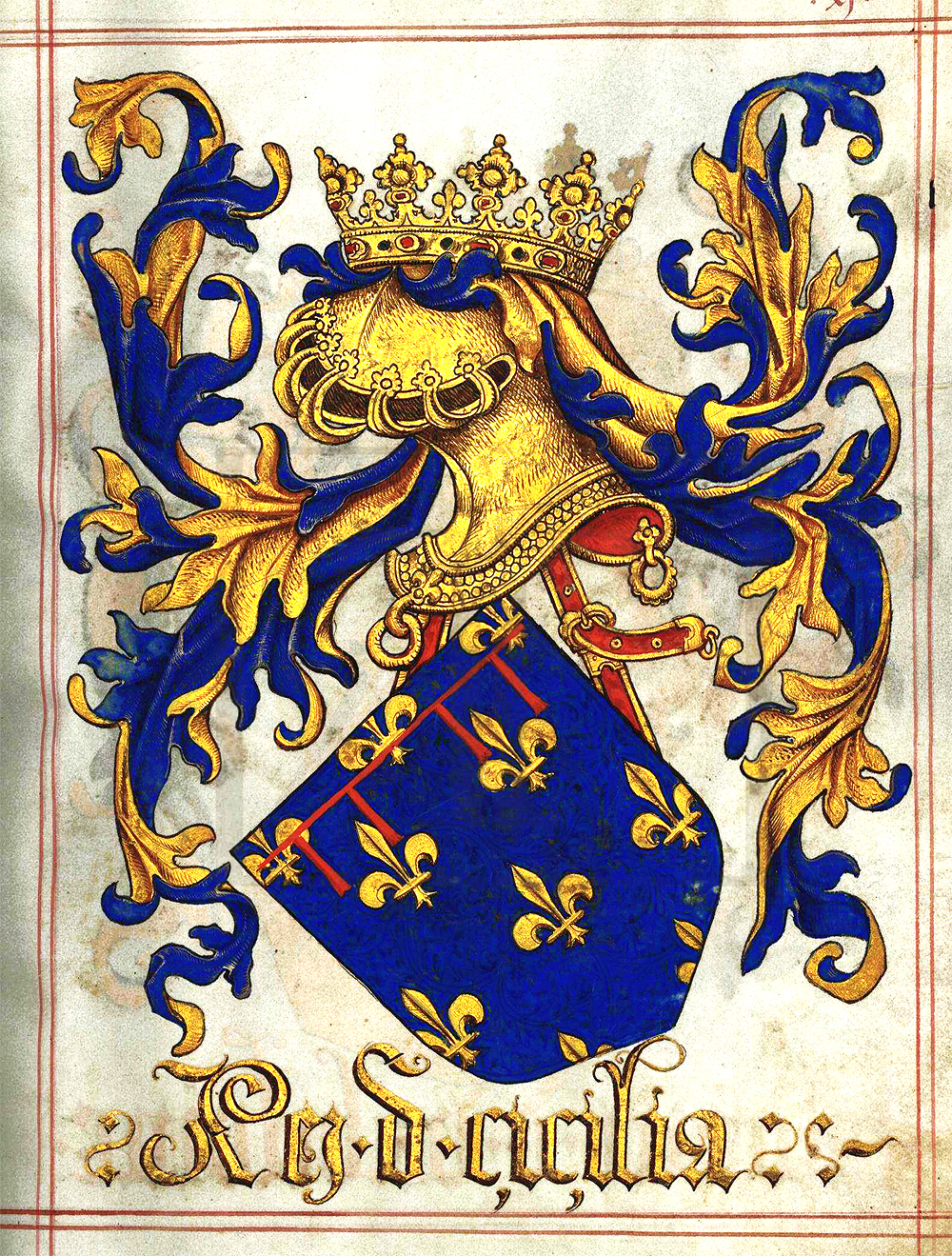
Lo stemma degli Angioini in una miniatura del 1509

Angioini è l'appellativo dato a due distinte dinastie medievali cadette dei Capetingi, accomunate dall'aver avuto la titolarità sulla Contea, poi Ducato, di Angiò, una provincia occidentale della Francia.
La contea di Angiò passò alla Corona di Francia con Filippo Augusto nel 1205, dopo che questi la sottrasse ai Plantageneti. Nel 1246 re Luigi IX il Santo la diede in feudo al fratello Carlo I d'Angiò, che diede origine ad una seconda dinastia di conti e poi duchi d'Angiò, propriamente detti Angioini.
Nel 1266 a Roma Carlo I fu incoronato re di Sicilia. Da quel momento le varie diramazioni della dinastia, grazie a diversi matrimoni, riuscirono ad estendere la loro influenza su buona parte dell'Europa: oltre ai regni di Napoli e, brevemente, quello di Sicilia, gli Angioini governarono la Provenza, la Lorena, la Polonia e l'Ungheria.

## Prima dinastia

Stemma dei Conti d'Angiò, divenuto poi lo stemma anche del Regno di Napoli, conosciuto anche come Angiò-antico

Detta anche Linea seniore, o Capetingi-Angiò, deriva dal primo conte:
- 1246-1285: Carlo I d'Angiò (nato nel 1226) Angiò di Sicilia; egli corse in soccorso del papa contro gli Hohenstaufen e li scacciò dall'Italia meridionale, che gli venne concessa in vassallaggio, ottenne così il regno di Sicilia (nel 1266), ma l'isola fu persa nel 1282 in seguito alla rivolta dei vespri siciliani, perciò Carlo I rimase solo Re di Napoli, e divenne successivamente anche re di Albania, re di Gerusalemme e Principe di Acaia e, inoltre, conte di Provenza per il suo matrimonio con Beatrice di Provenza.
  - 1285-1309: Carlo II d'Angiò, detto "lo Zoppo" (nato nel 1254 e morto nel 1309) Angiò di Sicilia  , figlio del precedente. Al figlio Roberto I, il Saggio (1277 - 1343) consegnò il Regno di Napoli, che, dopo la prematura morte del figlio Carlo nel 1328, andò a Giovanna I, figlia di quest'ultimo; morta Giovanna nel 1382 senza eredi, il trono di Napoli passò al collaterale ramo di Durazzo. Dai restanti figli di Carlo II d'Angiò discesero ben altri tre rami della dinastia:
    - Gli Angiò d'Ungheria: il figlio maschio primogenito Carlo Martello (nato nel 1271) divenne re di Ungheria dopo la morte del fratello della moglie, il re Ladislao IV d'Ungheria. Il ramo si estinse con Maria, sposa di Sigismondo di Lussemburgo nel 1385.
    - Gli Angiò di Taranto: il figlio Filippo (nato nel 1278) fu creato principe di Taranto; il ramo, dopo essere arrivato a governare l'Impero latino d'Oriente, si estinse con la morte senza eredi di Filippo II, principe di Taranto nel 1373. Luigi di Taranto divenne re consorte di Napoli sposando sua cugina, la Regina Giovanna I, ma non ebbero figli che succedessero loro
    - Gli Angiò di Durazzo: al figlio Giovanni venne attribuito il titolo di duca di Durazzo e il suo pronipote, Carlo di Durazzo, salì al trono di Napoli nel 1381 con il nome di Carlo III. Il ramo si estinse dopo la morte dei figli di Carlo III, Ladislao di Durazzo (nel 1414) e poi Giovanna II di Napoli (nel 1435).

Nel 1290, la contea di Angiò entrò a far parte della dote della figlia di Carlo II, Margherita d'Angiò (nata nel 1273 e morta nel 1299), e passò quindi per matrimonio a Carlo di Valois (nato nel 1270 e morto nel 1325), figlio terzogenito del re di Francia Filippo III, che nel 1297 divenne perciò conte di Angiò e pari del regno. Il figlio di costoro, Filippo di Valois (nato nel 1293 e morto nel 1350), ereditò la contea alla morte del padre e nel 1328 divenne re di Francia con il nome di Filippo VI, ricongiungendo l'Angiò alla corona. Suo figlio, il re Giovanni II il Buono (nato nel 1319 e morto nel 1364) diede al proprio figlio cadetto Luigi il titolo di duca d'Angiò nel 1360, trasformando la contea in ducato e dando così vita ad una nuova dinastia angioina.

## Seconda dinastia
Duchi di Angiò furono:

Stemma dei duchi d'Angiò, divenuto poi quello della provincia e conosciuto anche come Angiò-moderno

- 1360-1384: Luigi I (nato nel 1339), nominato erede della regina Giovanna I di Napoli, morì combattendo il re di Napoli Carlo III (del ramo Angiò di Durazzo). In seguito a questa adozione i duchi di Angiò e il ramo degli Angiò di Durazzo presero a contendersi il possesso del regno di Napoli, in aggiunta al conflitto comune contro gli Aragonesi.
- 1384-1417: Luigi II (nato nel 1377), fu re di Napoli tra il 1389 e il 1399.
- 1417-1434: Luigi III (nato nel 1403), nel 1419 e quindi nel 1423 dichiarato solennemente proprio erede della regina Giovanna II di Napoli, morì combattendo contro Alfonso I di Aragona
- 1434-1480: Renato I il Buono (nato nel 1409 e fratello del precedente), re di Napoli tra il 1435 e il 1442, quando il regno di Napoli fu definitivamente preso dagli Aragonesi; fu inoltre duca di Lorena per il matrimonio con Isabella di Lorena
- 1480-1481: Carlo V d'Angiò (nato nel 1436 e morto nel 1472, figlio di Carlo IV d'Angiò conte del Maine, che era fratello di Luigi III e di Renato I).

Il ducato d'Angiò ritornò infine alla corona di Francia, al re Luigi XI, al quale l'ultimo duca aveva inoltre ceduto i propri diritti sul regno di Napoli: questa cessione fu più tardi il pretesto in base al quale il re di Francia Carlo VIII scese in Italia nel 1494.